# Anne Reid
Charlotte Anne Reid, po mężu Picher (ur. 17 maja 1945 w Queenstown) – nowozelandzka narciarka alpejska, olimpijka.
Na zimowych igrzyskach olimpijskich w Grenoble wystartowała w zjeździe, slalomie gigancie i slalomie plasując się odpowiednio na pozycjach 37., 42. i 30.